# HD160862
HD160862 — подвійна зоря. 
Ця подвійна система має видиму зоряну величину в смузі V приблизно 8,5.
Вона розташована на відстані близько 520,2 світлових років від Сонця.

## Подвійна зоря
Головна зоря цієї системи належить до хімічно пекулярних зір й має спектральний клас A3.
Інша компонента має  спектральний клас A9.